# Zabití Hind Rajabové
Hind Rajabová (arabsky هند رجب‎, 3. května 2018 – 29. ledna 2024) byla pětiletá palestinská dívka z Pásma Gazy, která byla zabita Izraelskými obrannými silami (IOS) během izraelské invaze do pásma Gazy. IOS připravily o život také šest členů její rodiny a dva záchranáře, kteří ji přišli zachránit.
Rajabová a její rodina prchali z města Gaza, když se jejich vozidlo dostalo do ostřelování, jehož následkem byl zabit její strýc, teta a tři sestřenice. Rajabová a jedna její sestřenice přežily a kontaktovaly záchranáře z Palestinské společnosti Červeného půlměsíce (PSČP), aby požádaly o pomoc a zároveň oznámily, že byly napadeny izraelským tankem. Sestřenice byla později také zabita a Rajabová zůstala uvězněná ve vozidle několik hodin na telefonu, když se ji záchranáři pokoušeli zachránit. Rajabová i záchranáři byli, jako zbytek rodiny, nalezeni mrtví 10. února po stažení izraelské armády z oblasti.
Izrael tvrdil, že v sousedství nebyli přítomni žádní vojáci a popřel provedení útoku. To však bylo vyvráceno vyšetřováním The Washington Post a Sky News, které se opíralo o satelitní snímky a vizuální důkazy a které dospělo k závěru, že ve skutečnosti bylo v oblasti přítomno několik izraelských tanků a jeden pravděpodobně vypálil 335 střel na vůz, ve kterém se nacházela Rajabová a její rodina, přičemž operátoři tanků mohli vidět, že v autě byli civilisté včetně dětí. Vyšetřování britské organizace Forensic Architecture také dospělo k závěru, že izraelský tank pravděpodobně zaútočil na sanitku, která přijela zachránit Rajabovou.
Po zabití byla západní média kritizována za zpravodajství o tomto incidentu, včetně toho, že nepřisuzovali, kdo zabil Rajabovou, a za to, že ji označovala za dospělou ženu. Američtí studenti protestující proti válce v Gaze přejmenovali obsazené budovy na počest Rajabové, čímž na tento incident dále upozornili veřejnost.

## Pozadí
V listopadu 2023, měsíc po izraelské invazi do Pásma Gazy, bylo pásmo Gazy z velké části opuštěné a vybombardované. V prosinci 2023 se zdravotní systém v Gaze hroutil kvůli izraelským útokům a blokádě humanitární pomoci. Obzvláště zasažena byla severní Gaza, protože v té době už v oblasti nebyly žádné fungující nemocnice kvůli nedostatku zásob, paliva a personálu.

## Zabití
Dne 29. ledna 2024 Rajabová spolu se šesti členy její rodiny prchali ze čtvrti Tel al-Hawa v Gaze, když izraelský armádní tank vystřelil na jejich vozidlo, černou Kiu, a zabil jejího tetu, strýce a čtyři sestřenice. Jediný další přeživší, 15letá sestřenice Rajabové Layan Hamadehová, požádala Palestinskou společnost Červeného půlměsíce (PSČP) o záchranu. Hamadehová plakala a dále dodala, že „Střílí po nás. Tank je hned vedle mě. Jsme v autě, tank je přímo vedle nás.”
Když Hamadehová stále hovořila se záchranáři, vykřikla a byla zabita střelbou z kulometu mířící na auto. Následně záchranáři zavolali zpět, Rajabová hovor přijala a uvedla, že všichni ostatní v autě jsou již mrtví a že tank se k autu stále přibližuje. Rajabová zůstala na lince se záchranáři tři hodiny a řekla dispečerovi: „Moc se bojím, prosím, přijeďte. Přijeďte mě vzít. Prosím, přijedete?” Její dědeček později novinářům řekl, že Rajabová byl zraněna na zádech, ruce a noze. Rajabová, která byla instruována, aby se nadále schovávala ve vozidle, byla vyproštěn sanitkou PSČP. Zvukový záznam telefonátu mezi PSČP, Hamadehovou a Rajabovou zveřejnil Červený půlměsíc 3. února.
Když byla oblast obléhána, PSČP spolupracovala s ministerstvem zdravotnictví v Gaze a izraelskou armádou, aby zaručila bezpečný průchod pro jejich posádku sanitky k záchraně Rajabové. Po hodinách čekání PSČP uvedla, že dostala povolení k vyslání sanitky po určené trase. Sanitka po cestě hlásila, že na ně mířila izraelská armáda laserovými světly; podle Washington Post příspěvky na sociálních sítích naznačují, že tyto lasery v minulosti používal také Hamás, ale že výzkumník z Institutu pro studium války nepozoroval použití takových laserů žádnou ze stran v konfliktu. Po zvucích střelby nebo výbuchu se spojení přerušilo. Osud Rajabové a záchranářů byl neznámý až do 10. února 2024, kdy se rodina vrátila po stažení izraelské armády a objevila auto s Rajabovou, Hamadehovou a zbytkem zesnulé celé rodiny jejího strýce. Okna byla vyražena a dveře byly pokryty dírami po kulkách. Sanitka Červeného půlměsíce byla zcela zničení nalezena o pár metrů dál a dva záchranáři Yusuf al-Zeino a Ahmed al-Madhoun byli také mrtví.

## Vyšetřování
Podle počátečního vyšetřování organizace Euro-Mediterranean Human Rights Monitor byla Rajabová a její příbuzní zabiti izraelskou armádou při „plánované popravě“; pomocí rakety vyrobené v USA zabila IOS také záchranáře Červeného půlměsíce vyslané na záchranu malé dívky. Na místě bombardované sanitky Červeného půlměsíce, která hledala Rajabovou a její rodinu, byly nalezeny úlomky nábojnice střely M830A1 americké výroby. Mluvčí americké vlády řekl, že počká, až Izrael uzavře vyšetřování incidentu.
Mluvčí izraelské armády po předběžném vyšetřování tvrdil, že se v blízkosti vozidla ani v dostřelu necházeli žádní vojáci izraelské armády a že kvůli nepřítomnosti vojáků nebyla k záchraně Rajabové nutná koordinace trasy sanitky. V reakci na prohlášení IOS Al-Džazíra prohlásila: „Izrael má dlouhou historii rychlého očištění svých jednotek od jakýchkoli provinění v případech zneužívání Palestinců.” Vyšetřování Al-Džazíry dále zjistilo, že v blízkosti Rajabova rodinného vozidla byly v době útoku tři izraelské tanky.
Izraelské vyšetřování bylo údajně předáno General Staff Fact Finding Assessment Mechanism, označovanému jako nezávislý vojenský orgán, který vyšetřuje neobvyklé incidenty. Spojené státy rovněž vyzvaly, aby byla smrt Rajabové včas vyšetřena, a uvedly, že jsou ze smrti Rajabové „zdrceny“. PSČP uvedl pro noviny The Intercept, že izraelská armáda ji nikdy nekontaktovala ohledně zabití Rajabové a útoku na její sanitky, čímž vyvrátila poznámky amerického ministerstva zahraničí, že PSČP a OSN odmítly izraelské snahy o vyšetření incidentu.
Vyšetřování vedené The Washington Post v dubnu 2024 vyvrátilo tvrzení izraelské armády. Vyšetřování, které využívalo satelitní snímky, dospělo k závěru, že izraelská obrněná vozidla se skutečně nacházela v blízkosti vozu, kde byla zabita Rajabová a 300mm otvor na sanitce Červeného půlměsíce odpovídá náboji z izraelského tanku, i když upozornilo, že se jedná jen o jedno z možných vysvětlení, protože „existuje málo údajů o munici vyráběné Hamásem“. The Post také potvrdil, že trosky sanitky byly nalezeny na trase poskytnuté COGAT (pobočka izraelského ministerstva obrany, která koordinuje bezpečné průchody pro zdravotnická vozidla s IOS).
V červenci 2024 nezávislí experti jmenovaní Radou OSN pro lidská práva uvedli, že zabití Rajabové by mohlo představovat válečný zločin.
V říjnu 2024 televize Sky News uvedla, že poškození sanitky odpovídalo zásahu „zbraní velkého kalibru“, s odvoláním na odborníka z Janes Information Services. Zpráva naznačila, že ačkoli IOS uvedla, že se v době incidentu nenacházela v oblasti, mohla toto tvrzení nechtěně popřít tím, že zveřejnila tiskovou zprávu o svých operacích ve čtvrtích Shati a Tel al-Hawa, která byla později vymazána z její webové stránky. Další vyšetřování Sky News odhalilo satelitní snímky pořízené 29. ledna, v den útoku, ukazující nejméně 15 vojenských vozidel ve čtvrti Tel al-Hawa, přičemž nejbližší vozidlo se nachází pouhých 300 metrů od místa útoku na sanitku.
V červnu 2024 organizace Forensic Architecture zveřejnila své vyšetřování, které se opíralo o vizuální, zvukové a další shromážděné důkazy a rekonstruovalo tyto událost. Vyšetřování dospělo k závěru, že izraelský tank pravděpodobně vypálil 335 ran na auto, ve kterém byla Rajabová a její rodina, a že operátoři tanku byli schopni vidět, že v autě byli civilisté včetně dětí. Došlo také k závěru, že izraelský tank pravděpodobně zaútočil také na sanitku, která přijela zachránit Rajabovou.
Dne 3. května 2025, kdy by Hind oslavila sedmé narozeniny, Nadace Hind Rajabové prohlásila, že identifikovala velitele praporu, který Hind zabil, jako podplukovníka Beniho Aharona ze 401. obrněné brigády a podala proti němu stížnost za válečné zločiny k Mezinárodnímu trestnímu soudu.

## Reakce
Případ Rajabové vzbudil mezinárodní pozornost díky výzvám aktivistů a humanitárních organizací, aby ji pomohli najít a přivést do bezpečí, když byla 12 dní nezvěstná. Její matka prosila mezinárodní společenství, aby na její dceru nezapomnělo a přivedlo ji domů. Palestinský Červený půlměsíc využíval své účty na sociálních sítích k tomu, aby po několik dní posílal fotografie záchranářů i Rajabové, přičemž žádal o informace o jejich pozici. Několik zpravodajských agentur se obrátilo na izraelskou armádu, aby se k incidentu vyjádřila. Dne 2. února izraelská armáda řekla reportérům CNN, že jde pro ni o „neznámy incident“. Když byli znovu kontaktováni o tři dny později, uvedli, že incident „stále zkoumají“.
Po nálezu jejího těla mnoho propalestinských osobností kritizovalo západní média za prohlášení, že Rajabová byla „nalezena mrtvá“, aniž by její smrt připisovala Izraeli, což kontrastovalo se zpravodajstvím o úmrtích dětí při ruské invazi na Ukrajinu. Matka Rajabové kritizovala izraelskou armádu po potvrzené smrti své dcery a prohlásila: „Kolik dalších matek ještě bude muset pocítít tuto bolest? Kolik dalších dětí chcete zabít?” Červený půlměsíc svalil vinu za incident na Izrael a obvinil ho z úmyslného cílení na posádku sanitky. Palestinské ministerstvo zahraničí vyzvalo Mezinárodní trestní soud, aby osoby odpovědné za smrt Rajabové povolal k odpovědnosti. Dne 13. února předložila lidskoprávní skupina Justice For All případ Mezinárodnímu trestnímu soudu, ve kterém obvinila IOS z mnoha válečných zločinů za zabití Rajabové.
V dubnu 2024 se propalestinští studenti, kteří se účastnili okupace kampusu na Kolumbijské univerzitě v New Yorku, zmocnili Hamilton Hall, akademické budovy v univerzitním kampusu Morningside Heights. Studenti rozvinuli velký transparent přejmenující budovu na „Hind's Hall“ na počest zabitého dítěte. Během vysílání CNN, ve kterém se diskutovalo o přejmenování sálu, moderátorka Kasie Huntová vysvětlila divákům: „Hind je odkaz na ženu, která byla zabita v Gaze.” Tento popis byl kritizován jako příklad označování palestinských dětí za dospělé a proizraelské zaujatosti CNN.
Dne 16. května obsadili studenti UC Berkeley opuštěnou historickou budovu na akademické půdě známou jako komplex Anna Head a přejmenovali ji na „Hind's House.“
V květnu 2024 vydal americký rapový umělec Macklemore protestní píseň „Hind's Hall“ na uctění Rajabové a podporující studentské protesty. Jako součást vydání skladby Macklemore uvedl, že všechny výnosy z prodejů budou věnovány UNRWA. V září 2024 navázal s písní „Hind's Hall 2“, u které také směřoval své výnosy do UNRWA.
V komentáři pro The Guardian ze srpna 2024 uvedl Owen Jones, že zabití Rajabové zapadá do vzoru dalších izraelských zvěrstev. Jones napsal: „Po každém zvěrstvu, které spáchal, má izraelský stát standardní modus operandi: zapírat, odklánět, klamat a čekat, až se pozornost přesune jinam.“
Belgičtí aktivisté založili Nadaci Hind Rajabové jako právní pobočku své stávající skupiny. Na sociálních médiích nadace napsali: „Odmítáme, aby byl příběh Hindy zapomenut nebo odmítnut; její příběh je příběhem všech obětí této genocidy.“